# Lacrosse na Letnich Igrzyskach Olimpijskich 1928
Lacrosse na Letnich Igrzyskach Olimpijskich 1928 był sportem demonstracyjnym (pokazowym) na tych letnich igrzyskach olimpijskich. Zawody odbyły się w dniach 5-7 sierpnia 1928, pomiędzy męskimi drużynami Kanady, Stanów Zjednoczonych i Wielkiej Brytanii. Rozegrano trzy pokazowe mecze.

## Rezultaty meczów
| 5 sierpnia 1928 | Stany Zjednoczone | 6:3 | Kanada |  |
|                 |                   |     |        |  |

| 6 sierpnia 1928 | Wielka Brytania | 7:6 | Stany Zjednoczone |  |
|                 |                 |     |                   |  |

| 7 sierpnia 1928 | Kanada | 9:5 | Wielka Brytania |  |
|                 |        |     |                 |  |

## Składy drużyn

### Kanada
| - John Stoddart - Leo Gregory - Carl Grauer - Robert Mackie - Arthur Farrow - William Fraser | - Albert Brown - Johnny Vernon - Nels Atkinson - Jack Wood - Cyril Doyle - Walter Wilkie |

Rezerwowi:
| - F. D. Bourne - D. Grauer - L. P. Gregory | - E. G. Burnett - W. G. Hersperger - J. P. V. Woollam |

### Stany Zjednoczone
| - William Logan - Thomas Biddison - George Helfrich - James Eagan - Louis Nixdorff - John Lang | - John Boynton - Robert Roy - William Kegan - Gardner Mallonee - Carroll Leibensperger - Raymond Finn |

Rezerwowi:
| - F. H. Dotterweich - H. Farinholt - P. Hall Jr | - M. Caplan - C. C. Brownley |

### Wielka Brytania
| - Percy Astle - L. Clayton - A. B. Craig - Henry Crofts - Stan Fleeson - G. F. Higson | - F. E. Johnson - H. C. Johnson - Orric Knudsen - E. Parsons - F. C. G. Perceval - Albert Phillips |

Rezerwowi:
| - E. R. Richards - G. P. Seed - W. D. Stott | - E. E. Tweedale - S. Wood |